# Otto Meyer-Amden
Otto Meyer-Amden, né à Berne le 20 février 1885 et mort à Zurich le 15 janvier 1933), est un peintre et graphiste suisse.

## Biographie
Sixième et dernier enfant d'une famille dont le père est forgeron, Otto Meyer perd sa mère alors qu'il a 3 ans et demi. Il est confié à des parents nourriciers puis entre dans un pensionnat bernois en 1892. Il y restera jusqu'en 1900 et le thème des écoliers pensionnaires se retrouvera dans de nombreuses de ses gravures par la suite.

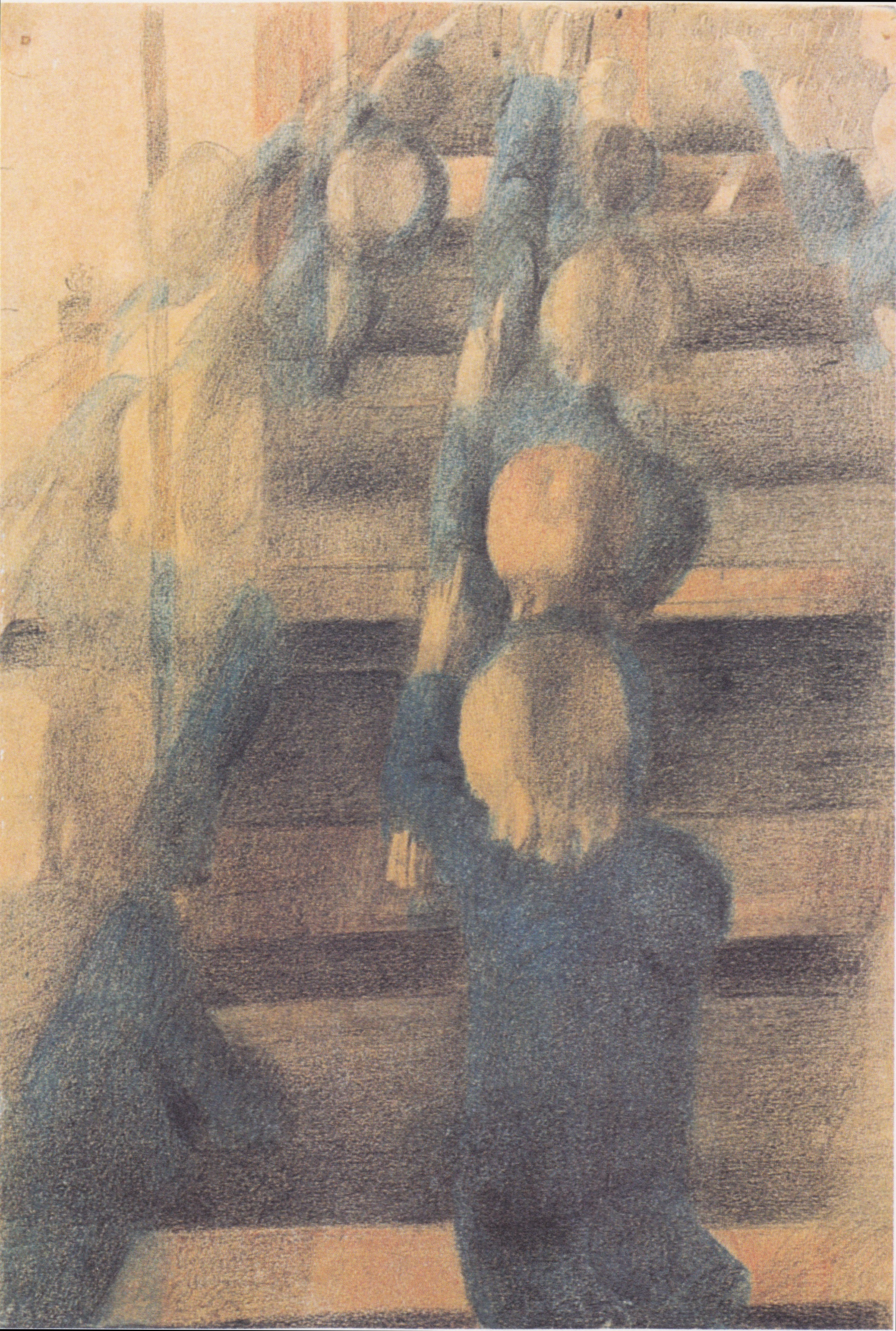
Écoliers (1920), graphite et crayons de couleur.

À partir de 1903, il apprend la lithographie et réalise des aquarelles dans le style symbolique, inspiré par Puvis de Chavannes. Il complète sa formation en atelier lithographique à Zurich ses professeurs étaient Édouard et Albert Freytag et avait pour condisciples Paul Bodmer, Hermann Huber, Reinhold Kündig, Hans Vollenweider, Eugene Zeller, Carl Böckli et Otto Baumberger. Il commence une longue correspondance avec Hermann Huber. Dans les années 1906-1907 Meyer étudie à l'Académie des beaux-arts de Munich, où il vit avec son frère Ernst. En 1907, il fait un voyage à Paris et s'installe à Stuttgart dans l'atelier de peinture de Christian Landsberger et en 1909 il est l'élève d'Adolf Hölzel à l'Académie d'Art de Stuttgart. 
En 1912, il a reçoit une invitation à Amden, dans le canton de Saint-Gall en Suisse par les artistes Willi Baumeister et Hermann Huber, qui s'y étaient installés dans une colonie d'artistes. Après qu'ils furent tous deux partis, Meyer est resté jusqu'en 1928 à Amden. Il y vivait modestement et se retira dans une ancienne ferme. Afin d'exprimer l'importance de la communauté d'artistes d'Amden pour son œuvre, il décide d'accoler ce nom au sien.

## Parcours artistique
Proche du Bauhaus, précurseur d'une forme d'expression abstraite, Meyer-Amden laisse plus de 500 œuvres. Il a travaillé notamment à la fusion d'un art religieux avec le symbolisme abstrait. Il est considéré comme un artiste suisse ayant exercé une grande influence sur ses contemporains. Il a travaillé aussi la photographie et a beaucoup écrit : correspondance, journaux, et enseigné le dessin à Zurich jusqu'à la fin de sa vie.  